# University of Pennsylvania Women's Volleyball
La University of Pennsylvania Women's Volleyball è la squadra pallavolo femminile appartenente alla University of Pennsylvania, con sede a Filadelfia (Pennsylvania): milita nella Ivy League della NCAA Division I.

## Storia
Il programma di pallavolo femminile della University of Pennsylvania viene fondato nel 1974. Tre anni più tardi viene affiliato alla Ivy League, inizialmente conference dell'AIAW Division I e poi della NCAA Division I. Nel corso degli anni le Quakers vincono dieci titoli di conference, ma al torneo di NCAA Division I non vanno oltre il secondo turno.

## Record
| Piazzamento          |    | Edizione                                                                  |
| -------------------- | -- | ------------------------------------------------------------------------- |
| Tornei NCAA          | 5  | Secondo turno: 1 2009                                                     |
| Tornei NCAA          | 5  | Primo turno: 4 2001, 2002, 2003, 2010                                     |
| Titoli di conference | 10 | Ivy League: 10 1977, 1983, 1986, 1989, 1990, 2001, 2002, 2003, 2009, 2010 |

## Conference
- Ivy League: 1977-

## Allenatori
- Connie Van Housen: 1974-1975
- Ralph Hippolyte: 1976-1980
- Joe Sagula: 1981-1989
- Margaret Feeney: 1990-1997
- Kerry Carr: 1998-2016
- Katie Schumacher: 2017
- Iain Braddak: 2018-